# Крушинкі
Крушинкі (пол. Kruszynki, нім. Geistlich Kruschin) — село в Польщі, у гміні Бродниця Бродницького повіту Куявсько-Поморського воєводства.
Населення — 432 особи (2011).
У 1975-1998 роках село належало до Торунського воєводства.

## Демографія
Демографічна структура станом на 31 березня 2011 року:
|          | Загалом | Допрацездатний вік | Працездатний вік | Постпрацездатний вік |
| -------- | ------- | ------------------ | ---------------- | -------------------- |
| Чоловіки | 226     | 56                 | 161              | 9                    |
| Жінки    | 206     | 42                 | 137              | 27                   |
| Разом    | 432     | 98                 | 298              | 36                   |